# Salomon Drejer
Salomon Thomas Nicolai Drejer (15. februar 1813 – 21. april 1842) var en grundlægger af dansk botanik. Han var udgiver af Flora Danicas bind 38 sammen med Jens Vahl og Joakim Frederik Schouw. Han satte det endnu i dag levende dansksprogede botanisk-morfologiske begrebsapparat i system med bogen Lærebog i den botaniske Terminologie og Systemlære (1839), som meget ofte citeres i Ordbog over det danske Sprog. Som forsker var Drejer meget produktiv. I løbet af de sidste seks år af sit liv udgav han ikke mindre end 28 afhandlinger samt oversættelser af udenlandske værker til dansk.

## Levned
Salomon Drejer blev født i Simested Præstegård som søn af sognepræst Niels Rasmus Drejer (1768-1844) og hustru Thomine f. Reutze (1775-1847). Han var syvende barn i en søskendeflok på ni. Drejer blev student fra Viborg Katedralskole i 1833 og gav sig til at studere naturhistorie ved Københavns Universitet. Han var økonomisk dårligt stillet, men fik støtte af botanik-professoren J. F. Schouw og zoologi-professoren Reinhardt. Ikke desto mindre havde han knapt råd til at følge alle de ordinære universitetsforelæsninger, men var henvist til selvstudium. Det sidste henlagde han i høj grad til feltture, hvilket gav ham et uforligneligt kendskab til planterne i naturen og til floraen i Københavns omegn. Dette kendskab videreformidlede han i en af de tidligste danske floraværker – Flora excursoria Hafniensis (1838). Han studerede sammen med – og blev venner med – Japetus Steenstrup. Han var ligeledes ven med redaktøren Carl Ploug. Han tog forskellige ansøttelser som underviser uden at have taget den endelige eksamen, men fik alligevel magistergraden på dispensation i 1840. 
Drejer var desuden medstifter af Studenter-Sangforeningen i 1820.
Han blev gift 1839 med Susanne f. Westh (senere gift Ravn; 1812-1900). Sammen havde de døtrene Ovidia, gift med Carl Georg Gædeken, og Hedvig.

## Videnskabeligt arbejde
Standard auktorbetegnelse for arter beskrevet af Salomon Drejer: Drejer.
To planteslægter er blevet opkaldt efter ham, begge i Acanthaceae:
- Drejerella Lindau
- Drejera Nees

Drejer besøgte ikke selv Grønland, men navngav alligevel en række grønlandske planter baseret på ældre indsamlinger, især en række arter af star slægten.